# Un chapeau de paille d'Italie
Pour les articles homonymes, voir Un chapeau de paille d'Italie (homonymie).
Un chapeau de paille d'Italie est une comédie en 5 actes d'Eugène Labiche, présentée pour la première fois à Paris au Théâtre du Palais-Royal le 14 août 1851.
La pièce fut écrite en collaboration avec Marc-Michel et publiée aux éditions Michel Lévy frères.

## Résumé

Joseph Cotten dans l'adaptation américaine de Un chapeau de paille en Italie en 1936. Mise en scène : Orson Welles.

Le matin du jour où Fadinard va se marier, son cheval mange le chapeau de paille d’une jeune femme, Anaïs, en tendre conversation avec son amant. Ce couple le suit jusque chez lui et refuse de quitter les lieux tant que Fadinard n’aura pas remplacé le chapeau par un autre identique car Anaïs a un mari jaloux, qui s’étonnerait de cette disparition.
Fadinard, sans rien dire à sa noce qui le suit partout, part à la recherche d’un chapeau jumeau, tâche a priori simple, mais qui se révèle très difficile. Sa quête le mène chez une modiste puis chez une baronne et enfin chez un monsieur seul. À chaque fois la noce débarque sur ses talons, ahurie et maladroite, semant invariablement le trouble.
La fin, particulièrement comique, se passe dans la rue devant chez Fadinard.
- Acte I - Fadinard, jeune rentier parisien, doit épouser Hélène Nonancourt, fille d'un pépiniériste de Charentonneau. La noce a rendez-vous chez lui pour se rendre à la mairie. Vézinet, oncle de la mariée, arrive chez le jeune homme, avec en sa possession un cadeau de mariage (qui jouera un rôle clé dans le dénouement). Tout d'un coup, Fadinard entre, très perturbé. Un incident vient de lui arriver : alors qu'il traversait le bois de Vincennes, le cheval de son cabriolet a mangé un chapeau de paille suspendu à un arbre. Malheureusement pour lui, ce chapeau appartenait à Anaïs Beauperthuis. Elle était accompagnée d'un militaire très vigoureux, son amant, qui n'a pas manqué de suivre Fadinard. Il le somme alors de trouver un chapeau rigoureusement identique à celui qui a été détruit, sous peine de lourdes représailles. L'enjeu est de taille car le mari de la jeune femme connaît fort bien ce chapeau et cette dernière ne tient absolument pas à ce qu'il découvre son infidélité ... Fadinard va alors courir en quête d'une modiste capable de lui fournir une réplique du chapeau, avec la noce sur ses talons.
- Acte II - Fadinard arrive dans le salon de Clara, qui tient un magasin de mode. Coup de théâtre : Clara est une de ses anciennes maîtresses et elle ne s'est pas complètement déprise de lui. La noce entre bruyamment dans le salon, qu'elle prend pour la mairie. Fadinard est surpris par sa belle-famille en train d'embrasser la modiste. On peut alors entendre tonner la célèbre phrase du père Nonancourt : « Mon gendre ... Tout est rompu ! » C'est une grande scène de quiproquos qui se conclut par la sortie de la noce et de Fadinard se rendant chez la baronne de Champigny, détentrice du chapeau tant désiré.
- Acte III - Nous sommes chez la baronne, femme du monde, qui donne chez elle le soir même une réception musicale. Elle doit accueillir le célèbre ténor Nisnardi, vedette de la soirée. Les quiproquos s'accumulent : Fadinard fait son entrée et la baronne le prend pour le ténor. La noce, parvenue dans la cour de l’hôtel, se croit au restaurant Le Veau-qui-tète. Fadinard, qui découvre la méprise autour de son identité, décide de garder le silence et de se faire passer pour Nisnardi : il est alors sommé de chanter. La noce pendant ce temps, parle, rit, chante et boit à grosses goulées. Plus tard, Fadinard apprend que la baronne a offert son chapeau à sa filleule, qui n'est autre qu’Anaïs Beauperthuis. Il se rend chez elle.
- Acte IV - Beauperthuis, le mari de la dame au chapeau, prend un bain de pieds, chez lui. Il râle car sa femme n'est toujours pas rentrée à la maison. On sonne à la porte : c'est Fadinard, qui est pris pour un voleur. Les deux hommes en viennent aux mains. Toute la noce arrive, persuadée d'être au domicile conjugal, à l'heure solennelle où la mariée se sépare de ses parents. Fadinard raconte toute l'histoire à Beauperthuis, sans se douter que celui-ci n'est autre que le mari d’Anaïs ! Ivre de vengeance, Beauperthuis s'en va à grands pas vers la place Baudoyer, où se trouve le domicile de Fadinard et aussi ... sa femme.
- Acte V - La noce arrive sur la place, sous une pluie battante. Le père Nonancourt s'est persuadé que son « gueux de gendre » abritait chez lui sa maîtresse. Les uns crient, les autres courent. Tout le monde est finalement emmené au poste pour trouble à l'ordre public. Soudain, Fadinard se trouve en possession du chapeau de paille d'Italie, qui était parmi les cadeaux des invités (celui de Vézinet, Acte I), et qui est maintenant suspendu à un réverbère ... Après plusieurs sauts et cascades, Fadinard remet le chapeau à Anaïs. Le mari est confus, il s'en veut d'avoir soupçonné sa femme. Fadinard libère la noce, tout le monde peut enfin aller se coucher.

## Quelques répliques
« J’ai fait sa connaissance dans un omnibus... Son premier mot fut un coup de pied. »

— Acte I Scène IV

« Je lui demande la main de sa fille.

— Qui êtes-vous ?

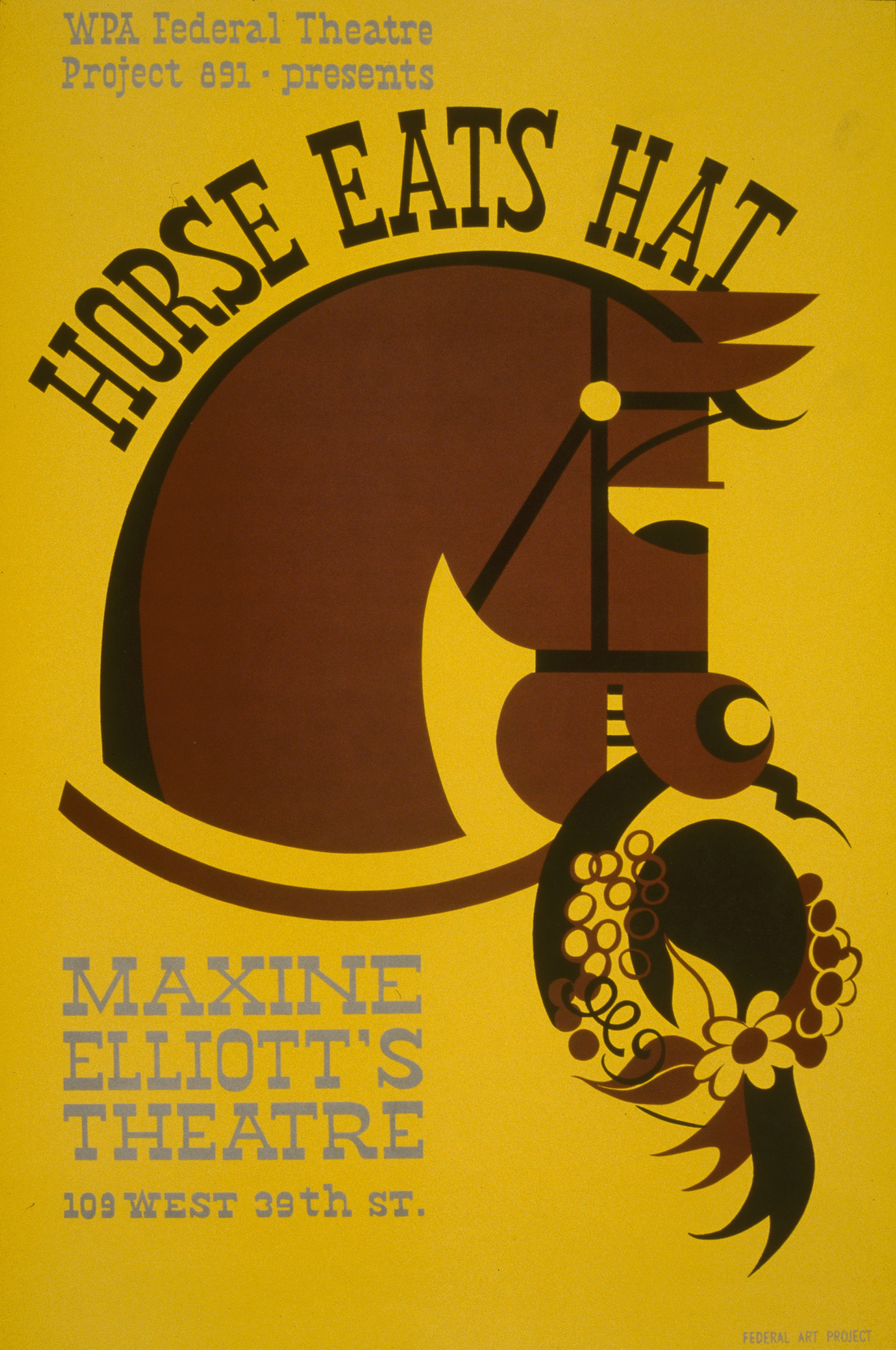
Affiche pour une adaptation américaine du Chapeau de paille d'Italie, produite à New York dans les années 1930

— J'ai vingt-deux francs de rente...

— Sortez !

— Par jour !

— Asseyez-vous donc ! »

— Acte I Scène IV

« Vous me dites : « Attends-moi, je vais chercher un parapluie. » J’attends, et vous revenez au bout de six mois... sans parapluie !

— Tu exagères ! d’abord il n’y a que cinq mois et demi... quant au parapluie, c’est un oubli... je vais le chercher... »

— Acte II Scène II

« Pardonnez à mon émotion... j’ai un soulier qui me blesse... »

— Acte II Scène IV

« Elle est en deuil.

— En robe rose ?

— Oui, c’est de son mari. »

— Acte II Scène V

## Création et liste des personnages principaux
Création le 14 août 1851 à Paris au Théâtre de la Montansier (aujourd’hui Théâtre du Palais- Royal)
| Acteurs et actrices ayant créé les rôles |                |
| Personnage                               | Interprète     |
| Fadinard, rentier                        | Ravel          |
| Nonancourt, pépiniériste                 | Grassot        |
| Beauperthuis                             | Lhéritier      |
| Vézinet, sourd                           | Amant          |
| Tardiveau, teneur de livres              | Kalekaire      |
| Bobin, neveu de Nonancourt               | Schey          |
| Émile Tavernier, lieutenant              | Valaire        |
| Félix, domestique de Fadinard            | Augustin       |
| Achille de Rosalba, jeune lion           | Lacourière     |
| Hélène, fille de Nonancourt              | Mlle Chauvière |
| Anaïs, femme de Beauperthuis             | Mme Berger     |
| La Baronne de Champigny                  | Pauline        |
| Clara, modiste                           | Mlle Azimont   |
| Virginie, bonne chez Beauperthuis        | Mlle Gallois   |
| Une femme de chambre de la Baronne       | Mlle Chollet   |
| Un caporal                               | Floridor       |
| Un domestique                            | Andrieux       |

## Autres représentations notables
Reprise aux Variétés, en mai 1898,
Baron (Vézinet), Milher ou Barral (Nonancourt), Guy (Fadinard), Gilberte (La Baronne), Amélie Diéterle (Hélène), Suzanne Derval (Clara)
Entrée au répertoire de la Comédie-Française en mars 1938
mise en scène de Gaston Baty, scénographie et costumes de Louis Touchagues, musique d’André Cadou
Pierre Bertin (Fadinard), Gisèle Casadesus (Hélène), André Brunot (Nonancourt), Irène Brillant (Anaïs), André Bacqué (Beauperthuis), Béatrice Bretty (la Baronne de Champigny), Maurice Chambreuil (Vésinet), Denise Clair (Virginie), Jean Debucourt (Achille de Rosalba), Lise Delamare (Clara), Maria Fromet (la femme de chambre de la baronne), Jean Le Goff (Tardiveau), Marcel le Marchand (le caporal et le domestique), Robert Manuel (Félix), Jean Martinelli (Émile), Jean Meyer (Bobin).
Théâtre 71 à Malakoff, 1980
mise en scène de Guy Kayat, scénographie et costumes de Pierre-Noël Drain, musique de François Terral
Charles Font (Fadinard), Marie-Georges Pascal (Hélène), Robert Dullier (Nonancourt), Yveline Brière (Anaïs), Jean Grecault (Beauperthuis), Barbara Hoffmann (la Baronne de Champigny), Patrice Bouret (Vézinet), Colette Mallet (Virginie), Jean-Claude Tiercelet (Achile de Rosalba), Marie-Christine Adam (Clara), Maryline Romain (la femme de chambre de la baronne), Bernard Bireaud (Tardiveau), Joël Morange (le caporal), Alain Dare (Félix), Patrick Brasseur (Emile), Bertrand Arnaud (Bobin).
Musiciens : Florence Mercier (flûte traversière), Hubert Tissier (contrebasse), Jacques Marichal (piano), Joël Morange (trompette) et Claire Mirande (Chant)
TNP à Villeurbane, 1993 
mise en scène de Georges Lavaudant, scénographie et costumes de Jean-Pierre Vergier, musique de Gérard Maimone
Patrick Pineau (Fadinard), Marie-Paule Trystram (Hélène), Marc Betton (Nonancourt), Delphine Salkin (Anaïs), Gilles Arbona (Beauperthuis), Sylvie Orcier (la Baronne de Champigny), Philippe Morier-Genoud (Vézinet), Claire Semet (Virginie), Bouzid Allam (Achile de Rosalba), Annie Perret (Clara), Jessica Pognant (la femme de chambre de la baronne), Louis Beyler (Tardiveau), Jean-Marie Boëglin (le caporal), David Bürsztein (Félix), Jean-Michel Cannone (Émile), Jean-Philippe Salério (Bobin), Bernard Vergne (le domestique de la Baronne), Frédérique Marie-Nuñez, Caroline Chomienne, Claire Dexheimer, Catherine Benoit,  Pascal Brunet, Charles Paraggio, Marthe-Irène Moussu (les invités de la noce et de la Baronne), Albert Tovi, Carole Cêtre (les musiciens), Richard Ageorges, Jean Gamier, Didier Thollion (les soldats)
(mise en scène reprise à l’Odéon en 1997)
Théâtre national de Chaillot, 2007
mise en scène de Jean-Baptiste Sastre, scénographie Matthieu Bony, costumes de Christian Gasc
Denis Podalydès (Fadinard), Marie Payen (Hélène), Patrice Kerbrat (Nonancourt), Noémie Develay-Ressiguier (Anaïs), Vladislav Galard (Beauperthuis), Claude Degliame (la Baronne de Champigny), Jacques Boudet (Vezinet), Florence Janas (Virginie), Alexandre Steiger (Achille de Rosalba et le caporal), Chantal Neuwirth (Clara), Jean-Pierre Taste (la femme de chambre de la baronne), Jean-Pierre Moulin (Tardiveau), Gabriel Dufay (Emile), Éric Boucher (Bobin).
Théâtre du Nord-Ouest, 2010
mise en scène de Jean-Luc Jeener
Luc Antoni (Fadinard), Sophie Garmilla (Hélène), Yvan Lambert (Nonancourt), Jehanne Gaucher (Anaïs), Frédéric Le Guern (Beauperthuis), Isabelle Fix (La Baronne de Champigny), Jean-Gérard Héranger (Vézinet), Sarah Thuy-Ly (Virginie), Guillaume Tavi (Achille de Rosalba), Ellyn Dargance (Clara), Laetitia Bertheuil (la femme de chambre de la baronne), Eliezer Mellul (Tardiveau), Albert Piltzer (le caporal), Boris Ibanez (Félix), Féthi Maayoufi (Emile), Frédéric Almaviva (Bobin), Vincent Sauvagnac ou Hervé Maugoust (le domestique).
Théâtre Éphémère (Salle Richelieu), 2012
mise en scène de Giorgio Barberio Corsetti
Pierre Niney (Fadinard), Adeline d'Hermy (Hélène), Christian Hecq (Nonancourt), Véronique Vella (Anaïs), Jérôme Pouly (Beauperthuis), Danièle Lebrun (La Baronne de Champigny), Gilles David (Vézinet), Léonie Simaga (Virginie), Elliot Jenicot (Achille de Rosalba ), Coraly Zahonero (Clara), Nicolas Lormeau (Tardiveau), Laurent Natrella (Emile), Félicien Juttner (Bobin).
Théâtre de la Tempête, 2012
mise en scène de Gilles Bouillon
Frédéric Cherboeuf (Fadinard), Jean-Luc Guitton (Nonancourt), Cécile Bouillot (La Baronne), Stéphane Comby (Tardiveau), Xavier Guittet (Beauperthuis), Denis Léger-Milhau (Achille), Léon Napias (Émile), Marc Siemiatycki (Vézinet), Clément Bertani (Bobin), Camille Blouet (Clara), Juliette Chaigneau (Anais), Laure Coignard (Virginie), Julie Roux (Hélène), Mikael Teyssié (Félix), Charlotte Barbier (Femme de chambre), et Alain Bruel (musicien).
Théâtre Saint Louis de Gonzague
mise en scène d'Alain Pochet.
Théâtre André Malraux, France 2, Noël 2016
mise en scène Raymond Acquaviva, avec les animateurs et journalistes de France 2 :
Bruno Guillon (Fadinard), Thierry Beccaro (Nonancourt), Valérie Maurice (La Baronne), Nelson Monfort (Tardiveau), Tex (Beauperthuis), Raymond Acquaviva (viconte Achille de Rosalba), Jean-Baptiste Marteau (Émile), Patrice Laffont (Vézinet), Laurent Luyat (Bobin), Sylvie Adigard (Clara), Isabelle Martinet (Anais), Christelle Ballestrero (Virginie), Émilie Broussouloux  (Hélène), Francis Lalanne (Félix), Michel Drucker (M. De Rucker), Chloé Nabédian (Clotilde, femme de chambre de la Baronne), Olivier Minne (un caporal), Sophie Davant, Caroline Munoz, Henry-Jean Servat, Frédéric Zeitoun (Dubouquet), Evelyne Leclercq (Madame de Prevannes), André Bouchet et Anthony Laborde (deux photographes), ;
ainsi que les comédiens des cours Raymond Acquaviva:
Christophe Charrier, Angeline Henneguelle, Andréa Tiberghien, Jodie Ruth, Justine Haye, Benoit Facérias Ariane Bouvet, Sylvain Begert, Alexandre Gigow, Damien Bennetot et Alexi Ridgway
Théâtre Saint-Léon, 2022
Mise en scène de Victoire Dinocheau.
Théophile Delvolvé (Fadinard), Blanche de Noray (Hélène), Romain de Peyrelongue (Nonancourt), Gautier Devaux (Bobin), Ignace Bouthéon (Beauperthuis), Côme de Dianous (Tardiveau), Thomas Baudu (Félix), Martin Finet (Vézinet), Balthazar du Jonchay (Achille de Rosalba), Marthe Bassot (Baronne de Champigny), Ferdinand Vassal (Tavernier), Victoire Caillet (Anaïs), Constance van Mastrigt (Clara), Laetitia Courtois (Clotilde), Victoire Dinocheau (Virginie) et Agnès Sartre (musicienne).
Théâtre de la Porte Saint Martin et Théâtre des Nuages de neige, 2023
Mise en scène d'Alain Françon.
Musiques Feu! Chatterton.
Vincent Dedienne (Fadinard), Anne Benoît (Nonancourt), Eric Berger, Emmanuelle Bougerol (Baronne de Champigny), Rodolphe Congé, Laurence Côte, Suzanne de Baecque (Hélène) , Luc-Antoine Diquéro, Noémie Develay-Ressiguier, Antoine Heuillet, Tommy Luminet, Marie Rémond, Alexandre Ruby (Achille de Rosalba).
Et les apprentis du Studio - ESCA : Balthazar Gouzou, Victor Lalmanach, Noémie Moncel, Léa Constance Piette, Fiona Stellino, Baptiste Znamenak.
Musiciens : Alexandre Bourit, Alexandre Delmas, Lola Warin

## Adaptations en langue étrangère
Maxine Elliott Theatre (en), New York, 1936 sous le titre de Horse Eats Hat (en) (le cheval mange le chapeau), mise en scène d'Orson Welles, adaptation d'Orson Welles et Edwin Denby (poet) (en). Monté avec l'aide du Federal Theatre Project (en), un projet du New Deal, avec comme distribution : Joseph Cotten, Edgerton Paul (en alternance avec Orson Welles), Bil Baird, Arlene Francis, George Duthie, Donald MacMillian, Dana Stevens, Sidney Smith, Harry McKee, France Bendtsen, Virginia Welles, Paula Laurence, Sarah Burton, Henriette Kaye.

## Adaptations cinématographiques
- 1910 : Un chapeau de paille d’une réalisation anonyme
- 1928 : Un chapeau de paille d'Italie de René Clair
- 1939 : Der Florentiner Hut (Un chapeau de paille d'Italie) de Wolfgang Liebeneiner
- 1941 : Un chapeau de paille d'Italie de Maurice Cammage avec Fernandel dans le rôle de Fadinard
- 1974 : Un chapeau de paille (Соломенная шляпка, Solomennaya shlyapka) de Leonid Kvinikhidze (Леонид Квинихидзе) avec Andreï Mironov dans le rôle de Fadinard

## Adaptations musicales
- 1955 : Il cappello di paglia di Firenze (it) de Nino Rota sur un livret d'Ernesta Rinaldi, créé au Teatro Massimo de Palerme, le 21 avril 1955.

## Divers
Le philosophe Henri Bergson cite l'œuvre comme exemple d'effet « boule de neige » dans son ouvrage Le Rire.
L'anthropologue Claude Lévi-Strauss analyse cette œuvre en relation avec Œdipe roi dans La potière jalouse (1986).